# (2361) Gogol
(2361) Gogol (1976 GQ1) – planetoida z pasa głównego asteroid okrążająca Słońce w ciągu 5,56 lat w średniej odległości 3,14 au. Odkryta 1 kwietnia 1976 roku.